# Jor & Ka
Jor & Ka är en bok som är skriven av Niklas Krog. Den utgavs 1998.
Boken handlar om tvillingbröderna Jor och Ka som lever i 1200-talets Samarkand. De är söner till Fazir an-Khaga som är sultanen Ala al-Dins ayib. Men när Fazir an-Khaga försökte lönnmörda Ala al-Din splittras deras familj och Jor och Ka måste fly ut i bergen. När de sedan återvänder efter flera år är Ala al-Din fördriven av Djingis Khan och Jor och Ka hamnar till sist i hans armé.